# Marie-Louis-Félix Chevrier de Corcelles
Marie-Louis-Félix Chevrier de Corcelles, né le 31 décembre 1782 à Bourg-en-Bresse et mort dans la même ville le 20 janvier 1855, est un homme politique français.

## Biographie
Fils de Jean-Félix Chevrier de Corcelles, conseiller du roi, lieutenant en l'élection de Bresse, et de Marie-Barbe-Constance Périer, il fit ses études à l'école centrale du département de l'Ain, où il eut pour professeur le savant Ampère, puis se fit recevoir avocat. Peu de temps après, il fut nommé substitut du procureur impérial à Lyon, et, bientôt, appelé à la présidence du tribunal de première instance de Bourg.
Il fit paraître en 1825, un ouvrage de philosophie intitulé : Essai sur les abstractions.
Il se présenta, le 17 novembre 1827, à la députation, et fut élu par le premier arrondissement. Il siégea parmi les royalistes modérés, et fut réélu député le 23 juin 1830. Il prêta serment à Louis-Philippe, et ne se montra pas hostile à son gouvernement, après avoir été réélu, le 5 juillet 1831.
En 1845, il reçut le titre de président honoraire du tribunal de Bourg.

## Sources
- « Marie-Louis-Félix Chevrier de Corcelles », dans Adolphe Robert et Gaston Cougny, Dictionnaire des parlementaires français, Edgar Bourloton, 1889-1891 [détail de l’édition]